# Protandrena foveata
Protandrena foveata är en biart som beskrevs av Timberlake 1976. Protandrena foveata ingår i släktet Protandrena och familjen grävbin. Inga underarter finns listade i Catalogue of Life.